# جون روبارتس
جون روبارتس (بالإنجليزية: John Robarts)‏ (و. 1917 – 1982 م) هو محاماة، وسياسي، ومحامٍ كندي، ولد في بانف، كان عضوًا في حزب أونتاريو المحافظ التقدمي، توفي في تورونتو، عن عمر يناهز 65 عاماً ، بسبب الأمراض الدماغية الوعائية.

## مناصب
تولى منصب
- رئيس وزراء أونتاريو  [لغات أخرى]‏8 نوفمبر 1961–1 مارس 1971
- عضو برلمان مقاطعة أونتاريو ‏

.

## التعليم
تعلم في كلية الحقوق لقاعة أوسغوود ‏، وتعلم في جامعة ويسترن أونتاريو، وتعلم في London Central Secondary School ‏
.

## جوائز
حصل على جوائز منها:

شريك وسام كندا

## وصلات خارجية
- جون روبارتس في قاعدة بيانات الأفلام على الإنترنت